# 麥考利岩
83°2′S 48°53′W / 83.033°S 48.883°W
麥考利岩（英語：McCauley Rock）是南極洲的岩石，位於伊利沙伯女皇地，屬於彭薩科拉山脈中福里斯特爾山脈的一部分，海拔高度1,020米，美國地質調查局根據測量和美國海軍拍攝的空中照片繪入地圖，現時由南極條約體系管理。